# قرار مجلس الأمن التابع للأمم المتحدة رقم 2375
قرار مجلس الأمن التابع للأمم المتحدة رقم 2375، المتخذ بالإجماع في 11 سبتمبر 2017. فرض المجلس عقوبات على كوريا الشمالية، ردًا على تجربتها النووية السادسة في 3 سبتمبر. وقلل القرار حوالي 30٪ من النفط المقدم إلى كوريا الشمالية عن طريق قطع أكثر من 55٪ من المنتجات البترولية المكررة إلى كوريا الشمالية.

## مفاوضات
كانت العقوبات المتفق عليها أقل بكثير من العقوبات بعيدة المدى التي طالبت بها إدارة ترامب، بعد أن اضطرت إلى التوصل إلى حل وسط مع الصين وروسيا لكسب دعمهما. وبالتحديد، فإن القرار يضع سقفًا فقط على صادرات النفط إلى كوريا الشمالية؛ كانت الولايات المتحدة قد أرادت في الأصل قطعًا تامًا، لكن الصين أعربت عن قلقها من أن مثل هذا الإجراء الصارم قد يؤدي إلى انهيار كوريا الشمالية. وزارة الشئون الخارجية الروسية، بعد تمرير القرار المخفف، أيدت إزالة أكثر البنود صرامة من المسودة الأصلية الأمريكية من القرار.

## العقوبات
تشمل العقوبات ما يلي:
- حظر كامل على بيع مكثفات وسوائل الغاز الطبيعي إلى كوريا الشمالية
- حظر كامل على شراء المنسوجات الكورية الشمالية (من المتوقع أن يخفض عائدات البلاد بمقدار 800 مليون دولار).
- حصة لبيع النفط إلى كوريا الشمالية (تخفيض يقدر بنحو 30٪ عن المستويات الحالية).
  - البترول المكرر: 500000 برميل خلال فترة أولية مدتها ثلاثة أشهر - تبدأ في 1 أكتوبر 2017 وتنتهي في 31 ديسمبر 2017 - وتتجاوز 2 مليون برميل سنويًا خلال فترة 12 شهرًا تبدأ في 1 يناير 2018 وسنوياً بعد ذلك.
  - النفط الخام: يقيد المبيعات إلى كوريا الشمالية بحيث لا تتجاوز الكمية التي قدمتها كل دولة في فترة الإثني عشر شهرًا السابقة لاعتماد القرار.
- تحد من التأشيرات التي يتعين توفيرها من قبل عمال كوريا الشمالية في الخارج. يُسمح بالتأشيرات الحالية بالاستمرار حتى انتهاء صلاحيتها ولكن لا يُسمح بإصدار تأشيرات جديدة. وتقدر الولايات المتحدة أن هذا «سيحرم النظام في النهاية من نصف مليار دولار أخرى كل عام يأخذها من حوالي 100 ألف مواطن كوري شمالي يعملون في جميع أنحاء العالم».
- تطالب جميع الدول بتفتيش السفن التي تدخل وتخرج من موانئ كوريا الشمالية (وهي مادة وضعها مجلس الأمن في عام 2009) ولكنها لا تسمح باستخدام القوة للسفن التي لا تمتثل (أرادت الولايات المتحدة الإذن باستخدام القوة وحصار بحري كامل).
  - إذا رفضت دول العلم السماح بتفتيش السفن المشبوهة، فإن دولة العلم مطالبة بإعادة توجيه السفن إلى ميناء للتفتيش.
  - إذا لم تتعاون دولة العلم أو السفينة مع عمليات التفتيش، فيمكن عندئذٍ تخصيص السفينة لتجميد الأصول ومنع الوصول إلى الميناء وإلغاء التسجيل وتعريضها لعقوبات أخرى.
- حظر على المشاريع المشتركة. ويهدف هذا إلى زيادة خفض الدخل الأجنبي، وكذلك عمليات نقل التكنولوجيا. ومع ذلك، هناك بعض الإعفاءات لبعض المشاريع الحدودية التي تشارك فيها الصين وروسيا.

## ما بعد القرار
بعد إعلان العقوبات، أعلنت حكومة كوريا الشمالية أن العقوبات تبرر برنامجها النووي وتعهدت بالمضي قدمًا «بوتيرة أسرع».
تُظهر صور الأقمار الصناعية الاستطلاعية الأمريكية التي التقطت في 19 أكتوبر 2017 السفن الصينية تبيع النفط لسفن كوريا الشمالية، في انتهاك واضح للقرار 2375.
في 28 ديسمبر 2017، اتهم الرئيس الأمريكي دونالد ترامب الحكومة الصينية بـ «السماح بدخول النفط إلى كوريا الشمالية». وردت المتحدثة باسم وزارة الخارجية الصينية هوا تشون ينغ على هذه الاتهامات قائلة «إن الصين تنفذ دائما قرارات مجلس الأمن المتعلقة بكوريا الشمالية برمتها وتفي بالتزاماتها الدولية. نحن لا نسمح أبدًا للشركات والمواطنين الصينيين بانتهاك القرارات. إذا تأكد من خلال التحقيق وجود انتهاكات لقرارات مجلس الأمن، فإن الصين ستتعامل معها بجدية وفقًا للقوانين واللوائح».